# Château d'Odiham
Le château d'Odiham est un château en ruine, situé à Odiham, dans le Hampshire. C'est l'une des trois seules forteresses construites par le roi Jean sans Terre.

## Construction
Le choix du site est probablement le fait du roi Jean, qui a visité la région en 1204, du fait également que Odiham soit placé à mi-chemin entre Windsor et Winchester. Le château est bâti sur une surface de 81 000 m2, terrain acquis d'un noble local, Robert the Parker. Le site utilise la berge de la rivière Whitewater (en).
Le château est construit en 7 ans. Il se compose d'un donjon de 2 étages en pierre, et de douves. Il est renforcé par un talus et des palissades. L'ensemble était doté d'un domus regis (« maison royale »).
Les parchemins archivés par le Public Record Office révèlent qu'entre 1207 et 1214, au moment de l'arrêt des travaux, le château coûta 1 000 £ (l'équivalent de 11,4 millions de £ en 2009).

## Histoire
En 1215, c'est soit d'Odiham ou de Windsor que Jean se rend à Runnymede et rencontra les barons pour signer la Magna Carta. Un an plus tard, le château est capturé par les français après un siège de deux semaines lors de la Première guerre des Barons en 1216. La garnison de 13 hommes se rend le 9 juillet 1216. Le donjon fut complètement reconstruit lors des 9 années suivantes, probablement dû aux dommages infligés lors du siège. En même temps, la motte sur laquelle est construit le château est surélevée de 5 mètres, et des douves encerclant le donjon lui-même furent creusées.
Le château devient par la suite un des plus importants châteaux d'Angleterre. En 1238, Simon V de Montfort y épouse la fille du roi Jean, Aliénor d'Angleterre, juste deux ans après que cette dernière eut reçu Odiham de son frère, le roi Henri III. Dans les années suivantes, une cuisine est ajoutée sur un pont enjambant les douves, et une nouvelle salle est construite à l'extérieur du donjon. Dans la même période, une seconde salle est construite au-dessus des douves, au sud-est du donjon, afin d'augmenter la surface habitable.
En 1263, Simon V de Montfort se rebelle contre Henri III, mais est tué en 1265 à la bataille d'Evesham. Aliénor est exilée et le château d'Odiham revient sous la couronne royale.
Le château joue également un rôle lors de la rébellion de la famille Despenser contre Roger Mortimer et la reine Isabelle de France, l'épouse d'Édouard II.
Au XIVe siècle, Odiham devient le siège du Parlement du Royaume-Uni. Le roi écossais David II y est emprisonné pendant 11 ans, après sa capture à la bataille de Neville's Cross en 1346. Cependant, il n'y fut que légèrement surveillé et fut autorisé à y garder une cour. L'utilisation du château comme prison semble avoir été une pratique commune durant les XIIIe et XIVe siècles: le manoir de Greywell, proche du château, y devait la garde une nuit sur trois.
Au XVe siècle, le château n'était plus utilisé que comme refuge de chasse. En 1605, l'ancien château royal était décrit comme ruiné. En 1792, le canal de Basingstoke fut construit à travers le côté sud de la cour du château.
Le château d'Odiham est ouvert au public. Les seuls vestiges visibles sont les ruines du donjon octogonale et les talus et douves attenantes. En septembre 2007, le Hampshire County Council (en) entreprend la restauration du donjon avec l'aide de l'English Heritage.La douve la plus au sud du château existe encore aujourd'hui sous la forme d'un petit étang, de l'autre côté du canal, à l'opposé des vestiges du château.
Deux opérations archéologiques ont été effectuées sur le château, une en 1953 selon un journal local, et la seconde en 1981-1985, par le Hampshire County Council Museum Services.